# HDR10

より一般的にはHDR10として知られるHDR10メディアプロファイルは、2015年8月27日に公開された、全米家電協会が策定した公開のHDR規格である。HDR形式の中では最も広く普及している。
PQ10はメタデータがないことを除けばHDR10と同じものを示している。

## 技術的詳細
HDR10の定義は以下の通り：
- EOTF: SMPTE ST 2084（PQ）
- ビット深度：10ビット
- 原色色度：Rec.2020（Rec.2100の原色と同一）
- 静的メタデータ：SMPTE ST 2086（マスタリングディスプレイの色域体積）、MaxFALL、MaxCLL
- クロマ・サブサンプリング：4:2:0（圧縮映像源用）

PQ10はPQ,10ビットおよびRec. 2100の原色色度を用い、一切のメタデータを有しないHDR形式を示す。
HDR10では、厳密に最大10,000cd/m2のピーク輝度に制限されているが、一般的なHDR10コンテンツは1,000～4,000cd/m2のピーク輝度でマスタリングされている。
HDR10はSDRディスプレイに対する後方互換性は有していない。
HDR10コンテンツよりも色域体積が小さなHDR10ディスプレイ（例えば、ピーク輝度の表示能力が低いなど）では、HDR10のメタデータがコンテンツを調整するのに役立つ。しかしながら、このメタデータは静的（映像全体で一定）であり、さらにどのように調整するべきかは示さないので、決定はディスプレイにまかされ、制作者の意図が再現される保証はない。
HDR10と競合する形式にはドルビー・ビジョン、HDR10+（それぞれのディスプレイで、シーンごとないしフレームごとの制作者の意図を維持するのを可能とする動的メタデータを提供する）およびHLG（SDRとのある程度の後方互換性を有する）がある。

## 採用
HDR10は、デル、LG、サムスン、シャープ、VU、ソニー、VIZIOなどのモニターおよびテレビ製造者を含む広い範囲の企業にサポートされており、ソニー・インタラクティブエンタテインメント、マイクロソフト、Appleも、それぞれの家庭用ゲーム機PlayStation 4、Xbox OneおよびApple TVプラットフォームでサポートしている。

### ハードウェア
- テレビ
- AVインターフェース
- スマートホン
  - ディスプレイ
  - カメラ
- ディジタル・カメラ
- モバイルSoC
- PlayStation4(常時出力可能)
- PlayStation 5(常時出力可能)
- Xbox One S/X(対応コンテンツでのみ出力、YCC 4:2:2を解除可能)
- Xbox Series X/S(対応コンテンツでのみ出力、YCC 4:2:2を解除可能)

### コンテンツ
- Ultra HD Blu-Ray
- ストリーミング・サービス

### ソフトウェア
- メディア・プレイヤー
- カラー・グレーディング